# Хойя
Хо́йя (лат. Hóya) — род вечнозелёных тропических растений, лиан и кустарников, подсемейства Ластовневые (Asclepiadoideae) семейства Кутровые (Apocynaceae). Естественный ареал рода охватывает Южную и Юго-Восточную Азию, западное побережье Австралии и Полинезию.
Большинство видов растёт в редколесье, используя древесные растения в качестве опоры.
Растение получило свое научное родовое название в честь английского садовника Томаса Хоя (англ. Thomas Hoy, 1750—1822), который долгое время работал у герцога Нортумберлендского, преимущественно в оранжереях с тропическими растениями.

## Биологическое описание
Длина взрослого растения может достигать 10 м.
Молодые побеги без листьев, буро-фиолетового цвета; затем, по мере появления листьев, зеленеют. На побегах легко образуются воздушные корни. С возрастом побеги одревесневают.
Листья овальной формы, к концу заострённые; в молодом возрасте блестящие, позже матовые. Имеется несколько видов с миниатюрными листьями, но у большинства видов листья имеют длину 5—8 см и ширину 3—5 см. Многие виды хойи имеют мясистые листья и могут быть отнесены к листовым суккулентам (с возрастом, по мере одревесневания растения, листья обычно становятся заметно более тонкими).
Цветки хойи обоеполые, звёздчатые, пятичленные; собраны в зонтиковидные соцветия, расположенные на особых стержневых веточках (эти веточки после цветения не отмирают, а год от года удлиняются). Цветоножки красноватые, до 5 см в длину. Диаметр цветка — 1—2 см; исключение — Хойя императорская (лат. Hoya imperialis), у которой цветки достигают в диаметре 8 см. Как и у многих других ластовнёвых, в центре венчика расположена пятичленная коронка — сформированное сросшимися частями цветка выпуклое образование, возвышающееся над лепестками.
Цветки имеют сильный запах, также они выделяют нектар, который скапливается на них в виде густых полупрозрачных капель, — всё это привлекает в большом количестве летающих и ползающих насекомых. Отдельные цветки держатся на растении 2—3 недели.

## Культивирование
Несколько видов хойи культивируются как оранжерейные и комнатные растения. При выращивании побегам требуется опора.
Наиболее известна Хойя мясистая (лат. Hoya carnosa), или восковой плющ, — это нетребовательный суккулент, выращиваемый как вьющееся или ампельное растение, способное цвести почти беспрерывно с весны до осени. В культуре имеется несколько сортов этого растения с окрашенными листьями: variegata с кремовой каймой (блестящий лист до 8 см длиной, соцветие из примерно 20 душистых бледно-розовых с красной серединкой немахровых цветов), exotica с жёлтой серединой, Krimson Princess с красными молодыми листьями.
Популярен в комнатном цветоводстве также миниатюрный ампельный вид Хойя прекрасная (лат. Hoya bella), но выращивать его сложнее. Она более, чем хойя карноза, требовательна к теплу и влажности воздуха, но не так светолюбива, может расти в подвесных кашпо. соцветие состоит из примерно 10 душистых белых с красно-пурпурной серединкой цветов. Матовый лист — до 2,5 см длиной.
Хойя multiflora — многоцветковая — отличается небольшими бледными желтыми цветами.
Хойи в комнатной культуре обильно цветут только на солнечных окнах, но летом от прямых солнечных лучей их лучше затенять. Весной и летом растения обильно поливают и опрыскивают, осенью и зимой полив уменьшают, опрыскивание прекращают. Размножают хойи весной или осенью черенками предыдущего года. Во время цветения не опрыскивают.
Важно не дотрагиваться до растений после появления бутонов, не обрезать отцветшие соцветия, пересаживать как можно реже, по необходимости весной.

## Таксономия
Hoya R.Br., 1810, Prodromus Florae Novae Hollandiae 459. 1810.

### Синонимы
- Sperlingia Vahl, Skr. Naturhist.-Selsk. 6: 112 (1810).
- Schollia J.Jacq., Ecl. Pl. Rar. 1: 5 (1811).
- Physostelma Wight, Contr. Bot. India: 39 (1834).
- Pterostelma Wight, Contr. Bot. India: 39 (1834).
- Triplosperma G.Don, Gen. Hist. 4: 134 (1837).
- Centrostemma Decne., Ann. Sci. Nat., Bot., sér. 2, 9: 271 (1838).
- Cyrtoceras Benn., Pl. Jav. Rar.: 90 (1838).
- Codonanthus Hassk., Flora 25(2, Beibl. 1): 24 (1842).
- Cystidianthus Hassk., Tijdschr. Natuurl. Gesch. Physiol. 10: 125 (1843).
- Acanthostemma Blume, Rumphia 4: 29 (1849).
- Cathetostemma Blume, Rumphia 4: 30 (1849).
- Otostemma Blume, Rumphia 4: 30 (1849).
- Plocostemma Blume, Rumphia 4: 30 (1849).
- Triacma Hasselt ex Miq., Fl. Ned. Ind. 2: 523 (1857).
- Astrostemma Benth., Hooker’s Icon. Pl. 14: 7, t. 1311 (1880).
- Absolmsia Kuntze, Revis. Gen. Pl. 2: 417 (1891).
- Clemensia Schltr., Repert. Spec. Nov. Regni Veg. 13: 542 (1915), nom. illeg.
- Clemensiella Schltr., Repert. Spec. Nov. Regni Veg. 13: 566 (1915).
- Madangia P.I.Forst., Liddle & I.M.Liddle, Austrobaileya 5: 53 (1997).
- Eriostemma (Schltr.) Kloppenb. & Gilding, Fraterna 14(1): 14 (2001).

### Виды
По информации базы данных The Plant List, род включает 51 вид (ещё более 430 названий имеют неопределённый статус).
Некоторые виды
Возможна прямая и обратная сортировка в обеих колонках
| Наименование вида                  | Русское название, естественный ареал, дополнительная информация |
| ---------------------------------- | --- |
| Hoya australis R.Br. ex J.Traill   | Хойя южная. Австралия, Самоа, Фиджи, Тонга; Малайзия, Индокитай. Вид делится на множество подвидов. |
| Hoya bhutanica Grierson & D.G.Long | Хойя бутанская. Бутан. |
| Hoya bella Hook.                   | Хойя прекрасная. Мьянма, Индонезия. Отличия от других видов: миниатюрные листья (до 3 см в длину), свисающие побеги. Цветки собраны по 7—9 штук; венчики — белоснежные; коронки — от розовых до винно-красных.                                |
| Hoya calycina Schltr.              | Хойя чашевидная. Новая Гвинея. Длинная слабоветвящаяся лиана с опушёнными стеблями и листьями. Листья по сравнению с другими видами большие — до 20 см в длину и 11 см в ширину. Цветки диаметром до 2 см.                                    |
| Hoya camphorifolia Warb.           | Хойя камфоролистная. Индонезия, Филиппины. |
| Hoya carnosa R.Br.                 | Хойя мясистая. Япония, Китай, Вьетнам, Малайзия, Индия. Цветки с толстыми нежно-розовыми венчиками, такого же цвета коронками и винно-красными верхушками пыльников; в соцветии до 20 цветков.                                                |
| Hoya chlorantha Rech.              | Хойя зеленоцветная. Красивое растение с узкими листьями и бархатистыми белыми или зеленоватыми цветками. Имеется разновидность с коричневыми цветками.                                                                                        |
| Hoya cinnamomifolia Hook.          | Хойя коричниколистная. Индонезия (остров Ява). |
| Hoya cumingiana Decne.             | Хойя Каминга. Растёт кустом, отличается небольшими размерами. Филиппины. |
| Hoya diversifolia Blume            | Хойя разнолистная. Мьянма, Малакка. |
| Hoya globulosa Hook.f.             | Хойя шаровидная. Гималаи. |
| Hoya imbricata Decne.              | Хойя черепитчатая. Индонезия, Филиппины. |
| Hoya imperialis Lindl.             | Хойя императорская. Индонезия, Малайзия. Отличается длинными, до 15 см, и широкими, до 8 см, листьями. У этого вида — самые большие среди хой цветки: диаметром до 8 см. Их цвет — розово-красный.                                            |
| Hoya kerrii Craib                  | Хойя Керра. Лаос. Листья очень толстые, по форме напоминают сердечко, в длину и ширину — до 15 см. Цветки желтоватые или розоватые, собраны по 15—25 штук.                                                                                    |
| Hoya keysii F.M.Bailey             | Хойя Киза. Австралия. |
| Hoya lacunosa Blume                | Хойя вогнутая. Малайзия. Листья миниатюрные, ромбовидные, с загнутыми краями. Цветки — с очень сильным ароматом, похожим на запах духов. |
| Hoya lanceolata Wall. ex D.Don     | Хойя ланцетная. Бутан. |
| Hoya lasiantha Korth. ex Blume     | Хойя шерстистоцветковая. Таиланд, Малайзия (Калимантан), Индонезия. |
| Hoya linearis Wall. ex D.Don       | Хойя линейная. Гималаи. Необычная хойя с очень светлой листвой. Её свисающие плети достигают 6 метров. Листья узкие, длиной до 5 см, толщиной не более полусантиметра, в молодом возрасте почти белые.                                        |
| Hoya lobbii Hook.f.                | Хойя Лобба. Гималаи. Листья тёмно-зелёные в светлую крапинку. Цветки диаметром около 2 см, собраны в зонтики по 15—20 штук. |
| Hoya longifolia Wall. ex Wight     | Хойя длиннолистная. Китай, Непал, Бутан, Индия, Пакистан, Таиланд, Малайзия. |
| Hoya macgillivrayi F.M.Bailey      | Хойя МакГилливрея. Австралия (Квинсленд). |
| Hoya multiflora Blume              | Хойя многоцветковая. Китай, Вьетнам, Лаос, Таиланд, Мьянма, Малайзия, Филиппины, Индонезия. Кустовидная хойя с довольно большими тёмно-зелёными блестящими листьями. У похожих на наконечники стрел цветков — жёлтые венчики и белые коронки. |
| Hoya obovata Decne.                | Хойя обратнояйцевидная. Индонезия, Молуккские острова. |
| Hoya pachyclada Kerr               | Хойя толстоветвистая. Эпифитная хойя с толстыми побегами. Листья толстые, опушённые, почти круглые. |
| Hoya pottsii Decne.                | Хойя Поттса. Китай, Лаос, Таиланд. |
| Hoya pubicalyx Merr.               | Хойя опушённочашечковая. Индонезия (остров Лусон). Листья длиной около 14 см, в ширину — около 4 см. Цветки диаметром около 2 см, собраны в зонтики примерно по 25 штук. Окраска цветов и листьев внутри вида сильно варьируется.             |
| Hoya purpureofusca Hook.           | Хойя тёмно-пурпурная. Индонезия (остров Ява). |
| Hoya ridleyi King et Gamble        | Хойя Ридли. Таиланд, Малайзия, Сингапур. |
| Hoya solaniflora Schltr.           | Хойя паслёноцветковая. Новая Гвинея. |

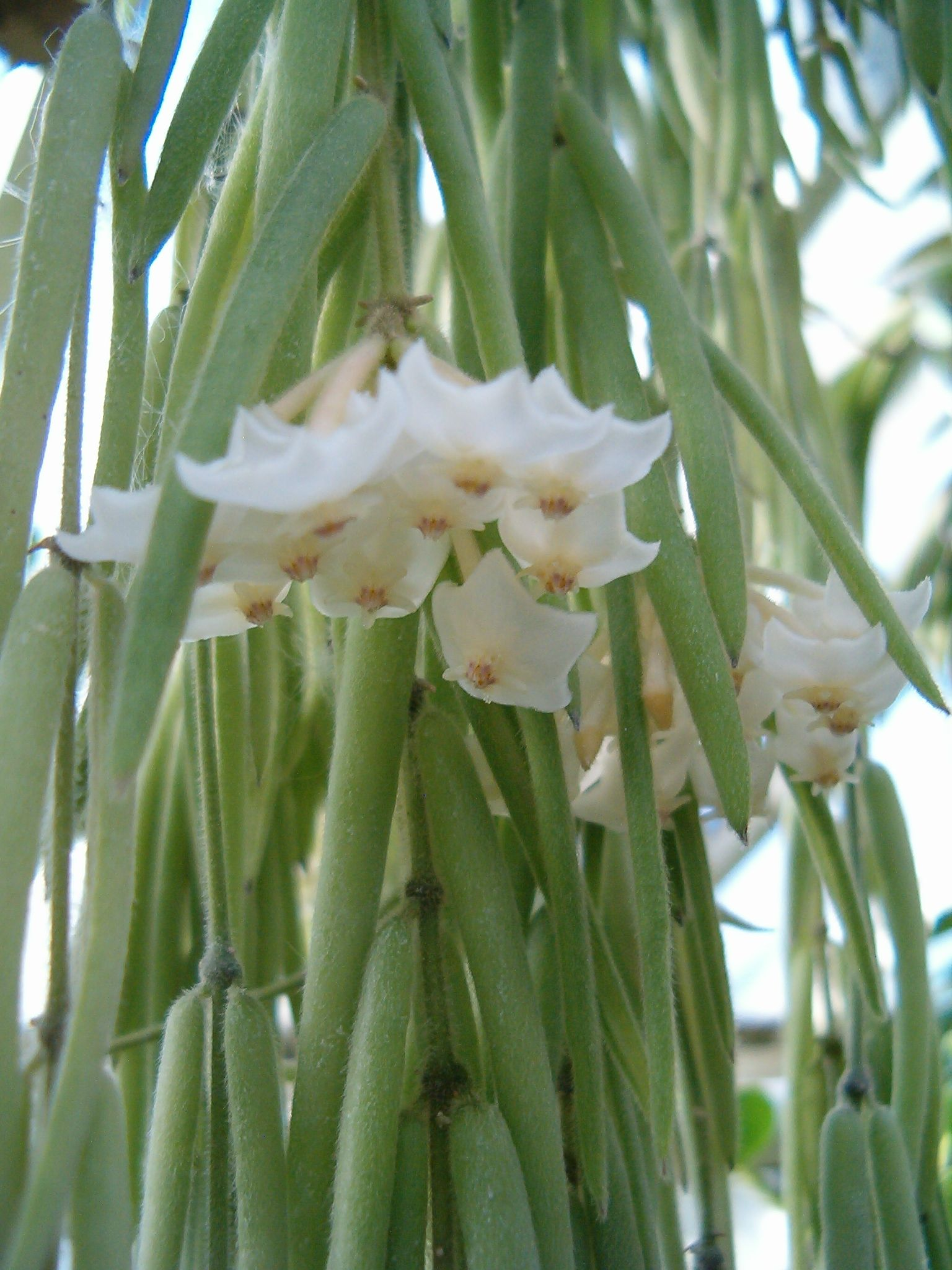
Хойя линейная
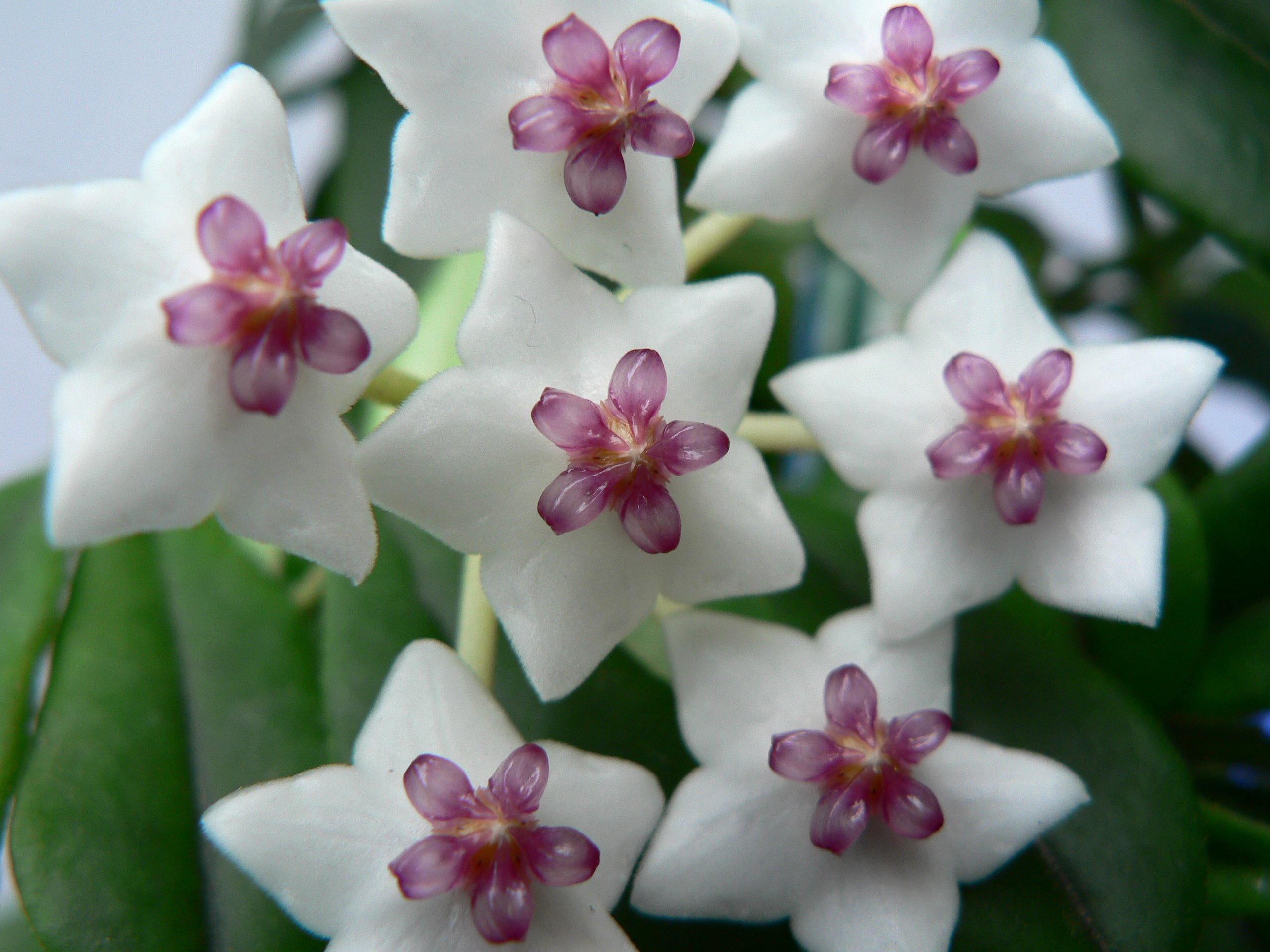
Хойя прекрасная
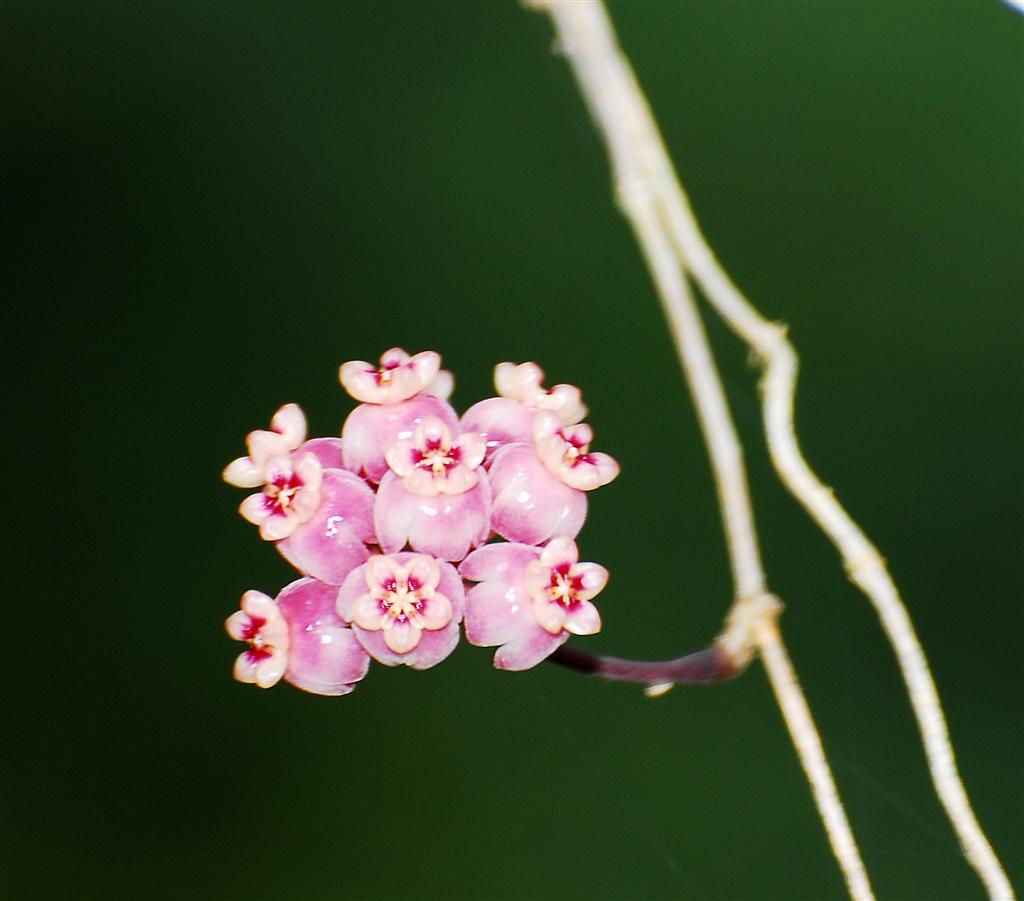
Хойя разнолистная
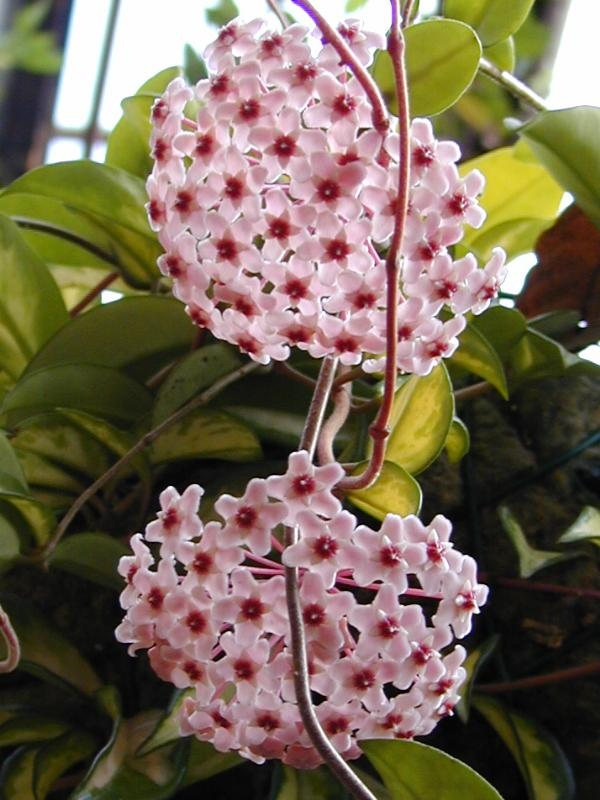
Хойя мясистая